# سيف الله ايسن
سيف الله ايسن (بالتركية: Seyfullah Esin)، دبلوماسي تركي، من مواليد 1902، وتوفي سنة 1982، عُين سفيراً لبلده تركيا لعدة دول، ومنها إسرائيل، مصر، روسيا وغيرها.